# Daniel Crowley
Daniel Crowley (Coventry, 3 de agosto de 1997) es un futbolista inglés que juega como centrocampista en el Milton Keynes Dons F. C. de la League Two.

## Trayectoria

### Arsenal

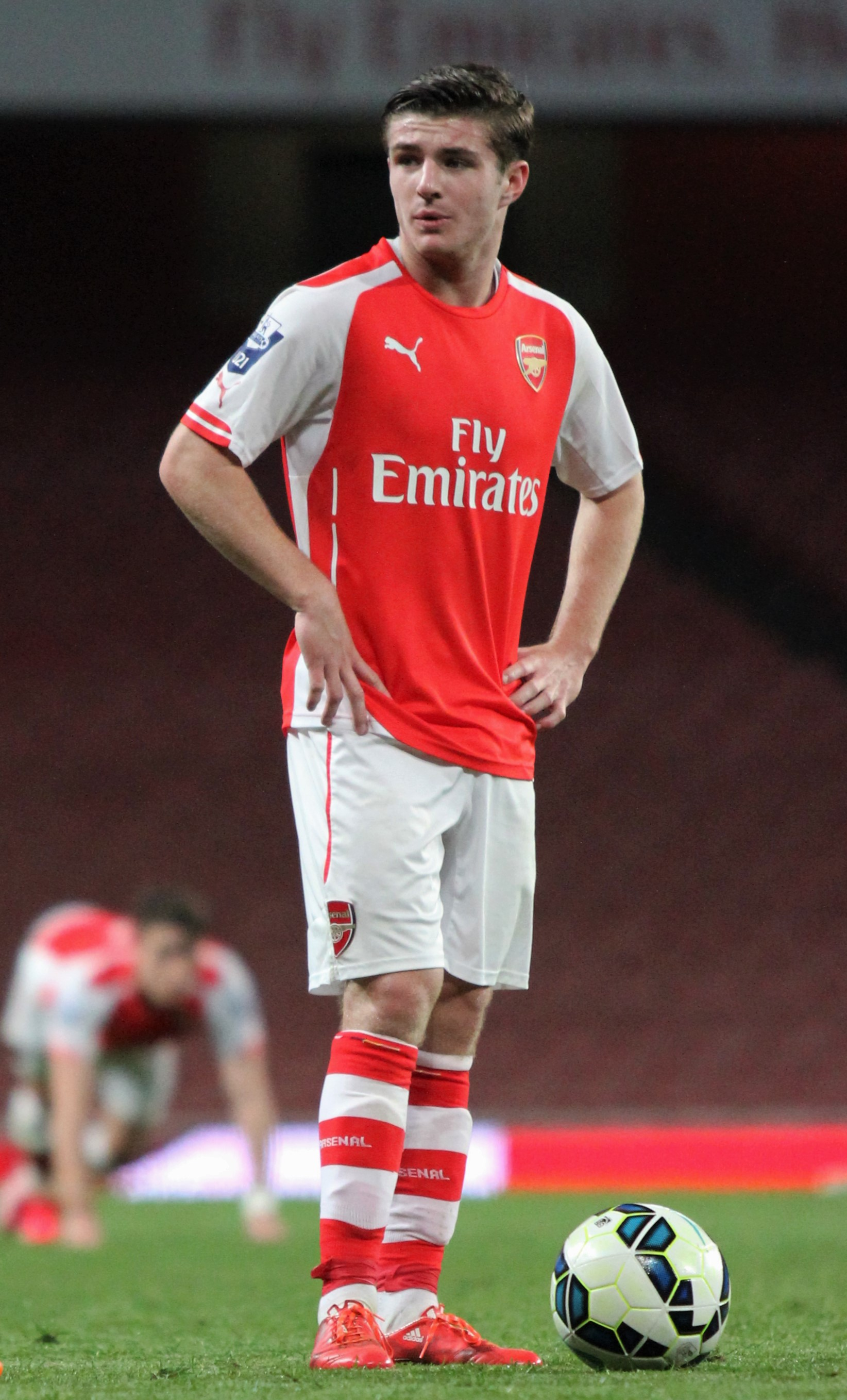
Crowley jugando para el Arsenal sub-21 en 2015

Durante el verano de 2013, Crowley, de 15 años, se mudó de Aston Villa al Arsenal, Arsene Wenger lo había visto personalmente jugar contra los equipos juveniles del Arsenal en al menos dos ocasiones y presionó para que firmara. Según los términos del Plan de Rendimiento de Jugador Elite de la Premier League, Villa solo tenía derecho a una compensación de tasa fija limitada porque el jugador tenía menos de 16 años. El club presentó una queja formal, señalando que había representado a su equipo sub-18 en la liga esa temporada y debe tratarse como un menor de 18 años. El director de la Academia de Villa, Bryan Jones, comentó que la compensación a ese nivel, solo 209 000 £ por nueve años de inversión, desincentivaría a los clubes a desarrollar jugadores jóvenes en el juego inglés.
Crowley firmó su primer contrato profesional tan pronto cumplió 17. Después de impresionar con los equipos juveniles del Arsenal en sus dos primeras temporadas, fue incluido en el primer equipo para disputar el Trofeo de la Premier League Asia de 2015 en Singapur.

### Préstamos
Barnsley

A su regreso, Crowley se unió al Barnsley en préstamo hasta el 3 de enero de 2016. Hizo su debut profesional el 9 de agosto en el once inicial para el partido inaugural de la League One, jugó 57 minutos en la derrota por 3-1 contra Chesterfield. El 26 de agosto, marcó su primer gol en el minuto 60 del partido de la Copa de la Liga en casa ante el Everton, pero no pudo evitar la derrota de los visitantes, ya que Barnsley perdió 5–3 después del tiempo extra. El 30 de octubre, el préstamo de Crowley se canceló anticipadamente y regresó al Arsenal. Había hecho 13 apariciones en todas las competiciones, y el mánager de Barnsley, Lee Johnson, él mismo un graduado de la academia del Arsenal, lo describió como "el joven de 18 años más talentoso que he visto", pero también señaló que "es importante que simplemente consiga el equilibrio entre ego y confianza ".
Oxford United

El 1 de julio de 2016, el club de la League One Oxford United firmó a Crowley en préstamo para la temporada. Marcó su primer gol para el club el 23 de agosto, en el tiempo de descuento en la derrota por 4-2 en la segunda ronda de la Copa de la Liga ante Brighton & Hove Albion, y su primer gol en la Liga, otro en el tiempo de descuento, después de entrar como suplente en la derrota por 2-1 ante Coventry City el 18 de octubre. En el próximo partido, su debut completo en la Liga para el club, Crowley anotó el segundo gol de Oxford en el empate 2-2 con Port Vale. Su préstamo finalizó seis meses antes de diciembre de 2016. En una entrevista de 2018, Crowley admitió que su incapacidad para manejar ser excluido del equipo causó un problema: "Comencé a pelear con la gente porque no estaba jugando. Me estaba poniendo nervioso y él simplemente dijo 'Tú te tienes que ir ". Hizo 11 apariciones en todas las competiciones (6 como sustituto) y marcó tres goles.
Go Ahead Eagles

Después de una prueba exitosa, Crowley se unió al club holandés Go Ahead Eagles el 10 de enero de 2017 en préstamo hasta el final de la temporada de la Eredivisie 2016-17. Dijo que jugar en una liga más técnica y táctica que la League One, donde predominaba el balón largo, se adaptaría a su estilo de ataque creativo y lo ayudaría a mejorar los aspectos defensivos de su juego. Debutó el 13 de enero con su equipo perdiendo 1-0 ante el AZ Alkmaar, y estuvo cerca de establecer el empate cuando su pase limpio se jugó sobre el portero pero despejó en la línea; AZ ganó 3–1. El primer gol de Crowley en De Adelaarshorst para Eagles llegó tarde en la derrota por 3-1 ante Vitesse el 26 de febrero, y anotó con "un fabuloso esfuerzo en la esquina superior" en la derrota por 4-1 contra Heracles el 8 de abril. Terminó la temporada con 16 apariciones, todas menos una en los once iniciales, y a pesar de que su equipo fue relegado, se informó que le encantaba jugar cada semana.

### Willem II
Crowley dejó el Arsenal para ir al club de la Eredivisie, Willem II, donde firmó un contrato de tres años el 17 de julio de 2017. Hizo su debut en el juego inaugural de la temporada, jugando 69 minutos en la derrota por 2-1 ante SBV Excelsior, y Comenzó dos veces más antes de caer al banco donde el gerente Erwin van de Looi no lo utilizó en gran medida, por razones que incluyen un cambio de formación y un problema disciplinario. Estaba decepcionado con la forma en que la primera mitad de su temporada se había desarrollado, y para fines de enero, con solo 240 minutos en la Eredivisie, acordó tomar una caída significativa en los salarios para salir en préstamo.
Préstamo a SC Cambuur

Crowley se unió al club SC Cambuur de Eerste Divisie (segunda división) el 30 de enero de 2018 en préstamo por el resto de la temporada. El director técnico de Cambuur, Foeke Booy, esperaba poder proporcionar el tipo de creatividad que le faltaba a su equipo. Hizo su debut en SC Cambuur como suplente en el minuto 68 en la derrota por 2-0 contra MVV Maastricht, comenzó el siguiente y rápidamente se afianzo en el lateral. Hizo una asistencia para el gol ganador de Justin Mathieu contra Almere City contribuyó al Premio al hombre del partido, y la semana siguiente proporcionó otra asistencia, además de golpear la barra en el empate 1–1 contra NEC el líder de la liga.

### Regreso a Willem II
Crowley regresó a la alineación inicial de Willem II al comienzo de la temporada 2018-19. Rápidamente impresionó en el primer plantel, estableciéndose en el equipo. El primer gol de Crowley para el equipo llegó el 17 de agosto de 2018, en la victoria por 1-0 sobre el FC Groningen. Luego estableció el tercer gol del juego y marcó el cuarto, ya que Willem II empató 4–4 contra Fortuna Sittard el 22 de septiembre de 2018. Su desempeño en la primera mitad de la temporada lo vio vinculado a un movimiento fuera del club, pero se quedó al final. Desde el 27 de enero de 2019 y el 24 de febrero de 2019, Crowley anotó tres goles en cinco apariciones para el equipo. En la campaña de la Copa KNVB, ayudó al equipo a llegar a la final de la Copa KNVB. Sin embargo, en la final contra el Ajax, Crowley entró como suplente de la segunda mitad en los 62 minutos, ya que perdieron 4-0. A pesar de esto, pasó a hacer cuarenta apariciones y anotó seis veces en todas las competiciones al final de la temporada 2018-19. Durante su tiempo en los Países Bajos, habló sobre los cambios y tuvo que "tomar un recorte considerable en sus salarios para salir a jugar".

### Birmingham City
Crowley regresó al fútbol inglés en julio de 2019, firmando para Birmingham City de la Championship con un contrato de dos años con la opción de un tercero. La tarifa, oficialmente no fue revelada, se informó en alrededor de 700 000 £ más complementos. Debutó en el once inicial para el primer partido de la temporada en Birmingham, una victoria por 1-0 contra Brentford el 3 de agosto de 2019. Marcó su primer gol para Birmingham el 4 de enero de 2020 en la FA Cup contra Blackburn Rovers.

## Selección nacional
Crowley puede jugar para Inglaterra como también para Irlanda a nivel internacional, calificado para jugar con Irlanda a través de sus abuelos que son de Waterford y Cork.
Crowley hizo su debut para el equipo sub-16 de Inglaterra contra Irlanda del Norte en octubre de 2011. Tres meses después, fue llamado al equipo sub-16 de Irlanda para un doble cabezazo contra Portugal, e hizo apariciones para ambos países en el nivel sub-16 en el transcurso de la temporada 2011-12.
En agosto de 2012, a la edad de 15 años y 26 días, Crowley hizo la primera de doce apariciones para Inglaterra sub-17, contra Italia en el Torneo Internacional St George's Park. En febrero de 2013, la Asociación de Fútbol de Irlanda anunció que Crowley había prometido su lealtad a Irlanda y lo convocó para dos amistosos contra Croacia. Sin embargo, al mes siguiente, Crowley regresó a Inglaterra para jugar en la ronda de élite del Campeonato de Europa Sub-17 de la UEFA 2013, su primera aparición en una competencia internacional. Hizo su última aparición para Inglaterra sub-17 contra Italia en septiembre de 2013. Fue nombrado nuevamente en Inglaterra sub-17 en enero de 2014.
En septiembre de 2015, el Irish Times informó que Crowley estaba a punto de decidirse para jugar con Irlanda, y el gerente de la República de Irlanda, Martin O'Neill, confirmó que había hablado con el padre del jugador. Sin embargo, a principios de octubre, Crowley recibió y aceptó su primer llamado al equipo sub-19 de Inglaterra. Hizo dos apariciones en las eliminatorias del Campeonato Sub-19 de 2016 y otras dos en amistosos de ese año, y marcó su primer gol internacional en la victoria por 5-1 contra Japón.
En septiembre de 2018, Crowley le dijo a la prensa que tenía ambiciones de jugar para Irlanda y que agradecería el contacto con el gerente Martin O'Neill. En febrero de 2019, declaró que la documentación sobre su transferencia internacional a Irlanda había sido presentada a la FIFA. El sucesor de O'Neill como mánager de Irlanda, Mick McCarthy, vio a Crowley en la final de la Copa KNVB contra el Ajax en mayo, y dijo que continuaría haciéndolo después de unirse a Birmingham.

#### Participaciones en juveniles
| Competición                                                     | Sede       | Resultado    | Partidos | Goles |
| --------------------------------------------------------------- | ---------- | ------------ | -------- | ----- |
| Ronda Élite para el Campeonato de Europa Sub-17 de la UEFA 2013 | Inglaterra | No clasificó | 3        | 0     |
| Campeonato Europeo de la UEFA Sub-19 2016                       | Alemania   | Semifinales  | 2        | 0     |

## Estadísticas

### Clubes
Actualizado al último partido disputado el 7 de marzo de 2020.
| Barnsley F. C. | 2015-16       | 3.ª           | 11  | 0  | 2  | 1 | - | - | 13  | 1  |
| Total club | Total club    | Total club    | 11  | 0  | 2  | 1 | - | - | 13  | 1  |
| Oxford United | 2016-17       | 3.ª           | 6   | 2  | 5  | 1 | - | - | 11  | 3  |
| Total club | Total club    | Total club    | 6   | 2  | 5  | 1 | - | - | 11  | 3  |
| Go Ahead Eagles | 2016-17       | 1.ª           | 16  | 2  | -  | - | - | - | 16  | 2  |
| Total club | Total club    | Total club    | 16  | 2  | -  | - | - | - | 16  | 2  |
| Willem II | 2017-18       | 1.ª           | 10  | 0  | 2  | 0 | - | - | 12  | 0  |
| Total club | Total club    | Total club    | 10  | 0  | 2  | 0 | - | - | 12  | 0  |
| SC Cambuur | 2017-18       | 2.ª           | 15  | 3  | 2  | 1 | - | - | 17  | 4  |
| Total club | Total club    | Total club    | 15  | 3  | 2  | 1 | - | - | 17  | 4  |
| Willem II | 2018-19       | 1.ª           | 34  | 5  | 6  | 1 | - | - | 40  | 6  |
| Total club | Total club    | Total club    | 34  | 5  | 6  | 1 | - | - | 40  | 6  |
| Birmingham City | 2019-20       | 2.ª           | 29  | 0  | 3  | 1 | - | - | 32  | 1  |
| Total club | Total club    | Total club    | 29  | 0  | 3  | 1 | - | - | 32  | 1  |
| Total carrera | Total carrera | Total carrera | 121 | 12 | 20 | 5 | - | - | 141 | 17 |
| (1) Incluye datos de la Football League Trophy, Copa de la Liga, FA Cup, Copa de los Países Bajos y Nacompetitie (2) Incluye datos de la Copa de la UEFA/Liga Europa de la UEFA, Liga de Campeones de la UEFA (3) No incluye goles en partidos amistosos. |               |               |     |    |    |   |   |   |     |    |